# Ruisbroek (Vlaams-Brabant)
Ruisbroek (Frans: Ruysbroeck) is een dorp in de Belgische provincie Vlaams-Brabant, en een deelgemeente van de gemeente Sint-Pieters-Leeuw. Ruisbroek ligt in het noordoosten van de gemeente, vlak bij het Brussels Hoofdstedelijk Gewest. Het is vergroeid met de Brusselse agglomeratie en daardoor ook sterk verstedelijkt.

## Geschiedenis
Ruisbroek was een zelfstandige gemeente tot het bij de fusie van 1977 toegevoegd werd aan de gemeente Sint-Pieters-Leeuw.

## Hydrografie
De Zenne vormt de oostgrens van de deelgemeente, daarnaast stroomt ook het Kanaal Charleroi-Brussel langs het dorp.

## Bezienswaardigheden
- De Onze-Lieve-Vrouwekerk die gebouwd werd op het einde van de 19de eeuw.
- Het Kasteel Hemelrijk aan de Fabriekstraat
- Het classicistische kasteel De Helle dat dateert van de tweede helft van de 18de eeuw. Het kasteel, dat reeds werd vermeld in 1309, heeft een U-vorm en is volledig omgracht. In 1997 werden het kasteel, de ommuring, de omgrachting met brug en het voorplein samen met de 17de-eeuwse duiventoren beschermd als monument.

## Natuur en landschap
Ruusbroek ligt op een hoogte van 22-25 meter aan de Zenne en het Kanaal Brussel-Charleroi. Door de nabijheid van de Brusselse agglomeratie is de plaats verstedelijkt en wordt ingesloten door infrastructuur (autoweg, HSL-lijn).

## Demografische ontwikkeling
- Bronnen:NIS, Opm:1831 tot en met 1970=volkstellingen; 1976 = inwoneraantal op 31 december

## Mobiliteit
Het dorp heeft een station aan spoorlijn 96 tussen Brussel en Bergen. Daarnaast heeft Ruisbroek een eigen aansluiting op de Brusselse Ring (R0).

## Economie

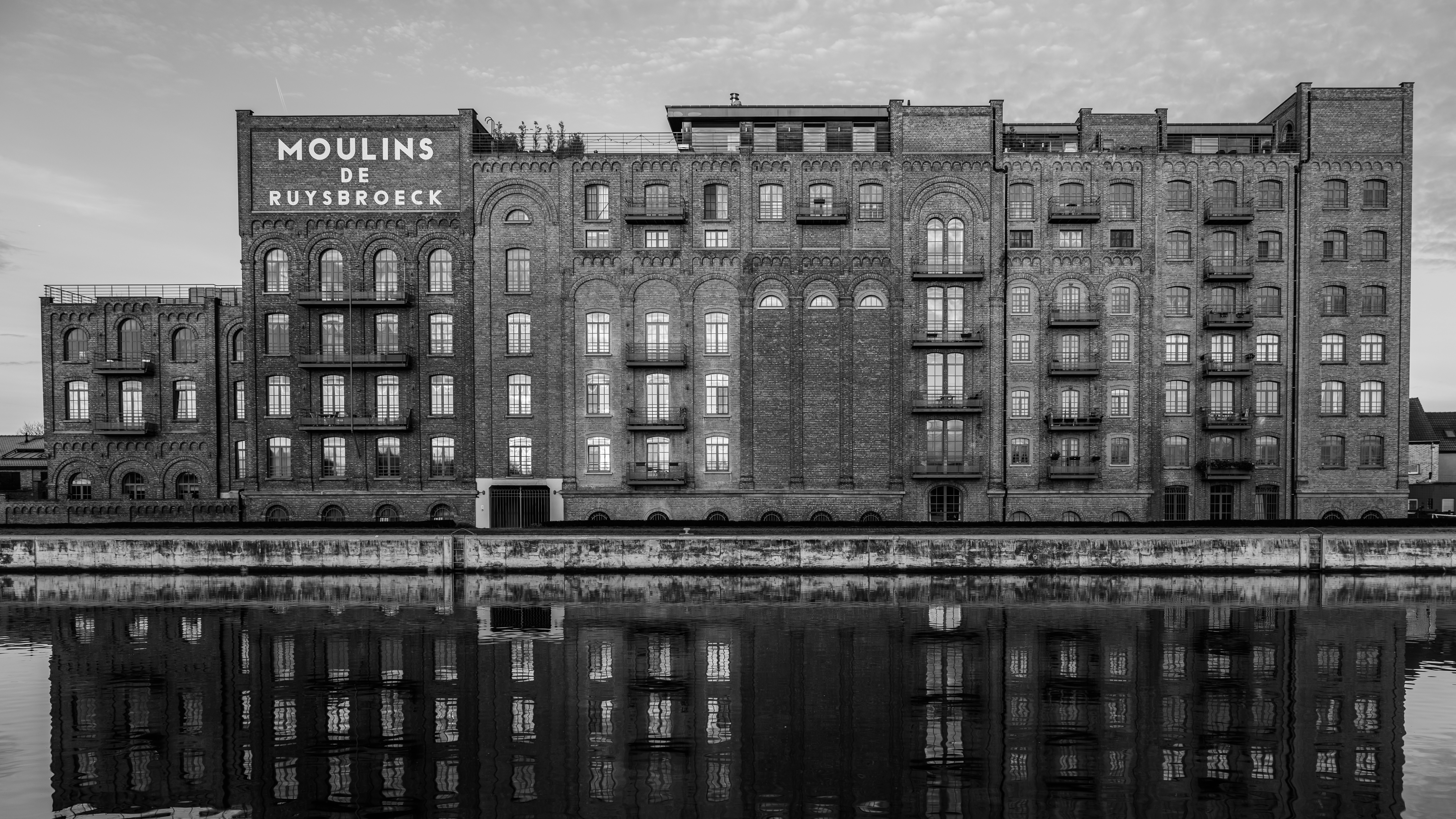
Molens van Ruisbroek

Ruisbroek ligt op de industrieas tussen Brussel en Charleroi.

## Sport
Voetbalclub Ruisbroek FC was aangesloten bij de KBVB. De club speelde in haar bestaan in totaal tien seizoenen in de nationale reeksen.

## Bekende inwoners
- Jan van Ruusbroec, een van de grootste Zuid-Nederlandse mystici

## Nabijgelegen kernen
Zuun, Vorst, Drogenbos, Lot